# Dead ’n’ Furious
Dead ’n’ Furious ist ein Survival-Horror- und Rail-Shooter-Videospiel, das für den Nintendo DS entwickelt und herausgebracht wurde.

## Spielprinzip
Der Spieler steuert die Spielfigur Rob Steiner (oder auch Gefangener #1809), der in Insasse der Ashdown-Hole-Haftanstalt ist. Er sitzt aufgrund eines Mordes, den er nicht begangen hat, in Haft. Als eines Tages die Gefängnistür offen steht, wittert er seine Chance zur Flucht und wird mit einer unerklärlichen Zombieapokalypse überrascht. Neben dem Entkommen ist das Lösen des Rätsels um die Vorgänge im Gefängnis ein Spielziel.
Es stehen diverse Waffen zur Verfügung wie die Pistole, Schrotflinte, Maschinengewehr und ein Brecheisen. Munition ist stets knapp und sollte mit Bedacht eingesetzt werden.
Gesteuert wird wie bei den meisten Ego-Shootern für den DS mittels Touchscreen und den Tasten.

## Rezeption
Von der Fachpresse wurde das Spiel eher mittelmäßig aufgenommen. Während die Grafik und der Umfang als durchschnittlich beurteilt wurde, wurde der Soundtrack und die Steuerung als gelungen bezeichnet.